# Campeonato de Fútbol de Costa Rica 1921
La temporada 1921 de la Liga Nacional fue la 1.ª edición de la máxima categoría del sistema de Ligas costarricenses de fútbol. Tras el crecimiento desmedido de la práctica del fútbol, se vio la necesidad de crear un órgano centralizado que dirigiera y organizara este deporte, llevándose a cabo el 13 de junio de 1921 cuando se organizó la Liga Nacional de Fútbol. El campeonato se disputó del 3 de julio al 11 de diciembre de 1921.
El primer campeón de Liga fue el Herediano, decidiéndose mediante el liderato en puntos de la tabla general con 21 unidades de 24 posibles en 12 fechas disputadas, para registrar un alto rendimiento del 87,5%, seguido en su orden por la Gimnástica Española (14 puntos), La Unión (12), Cartaginés (11), La Libertad (10), Gimnástica Limonense (8) y Alajuelense (8). En esa ocasión, no hubo descenso de categoría, porque no formaba parte del formato del campeonato inaugural.
El primer tanto de la historia de la Liga tiene dos tesis: por un lado ecos generacionales allegados a Club Sport La Libertad lo conceden a Rafael Ángel Madrigal del club La Libertad, durante el encuentro entre su club y la Gimnástica Limonense que concluyó 1-0 a favor de los libertos, en una jugada que se originó por un centro desde la derecha ejecutado por Salvador Papas Tabasch al minuto 62' con matices de polémica por una supuesta falta al portero; sin embargo hay fuentes primarias de la época que confirman que esa anotación fue en realidad un gol en propia puerta del arquero limonense Carlos Alfaro.

## Sistema de competición
La competición constó de un grupo único integrado por siete clubes. Siguiendo un sistema de liga, los siete equipos se enfrentaron todos contra todos en dos ocasiones sumando un total de 12 jornadas. La clasificación final se estableció con arreglo a los puntos obtenidos por los equipos en cada enfrentamiento, a razón de dos por partido ganado, uno por empatado y ninguno en caso de derrota.
Este campeonato nacional, de únicamente seis meses de duración, se desarrolló entre julio y diciembre en distintas plazas públicas del país, ubicadas en La Sabana, San José; la Plaza Flores, en Heredia; la Plaza Iglesias, en Alajuela y Cartago; frente a la iglesia de Tres Ríos, en Cartago, y en el centro de Limón. Solo se jugaba los días domingo, en la mañana; cada choque duraba 70 minutos, divididos en dos tiempos de 35’, con solo cinco de descanso. En cada jornada se programaron tres partidos en forma simultánea, en tres cabeceras de provincia. Como eran siete conjuntos participantes, siempre un equipo descansaba por semana.
Al equipo campeón se le adjudicaba un trofeo de plata llamado «Copa Burroughs» y el club podía conservarlo en sus vitrinas si este fuese obtenido en tres ocasiones.

## Clubes participantes
Siete equipos tomaron parte en la temporada inaugural de la Liga Nacional de Fútbol:
| Equipo               | Ciudad    | Cancha         |
| -------------------- | --------- | -------------- |
| Alajuelense          | Alajuela  | Plaza Iglesias |
| Cartaginés           | Cartago   | Plaza Iglesias |
| Gimnástica Española  | San José  | La Sabana      |
| Gimnástica Limonense | Limón     | Plaza de Limón |
| Herediano            | Heredia   | Plaza Flores   |
| La Libertad          | San José  | La Sabana      |
| La Unión             | Tres Ríos | Plaza La Unión |

## Desarrollo
La Liga Nacional permitió volver realidad el proyecto de dirigentes que intentaron organizar el fútbol federado de Costa Rica. Después de dos campeonatos amateurs en los años 1907 y 1908, la Directiva Central de la Liga organizó el primer campeonato nacional del fútbol costarricense, ocurriendo el 13 de junio de 1921.
El primer partido oficial en Costa Rica se llevó a cabo el 3 de julio entre La Libertad y la Gimnástica Limonense en una de las canchas del Parque Metropolitano La Sabana con victoria 1-0 a favor de los josefinos, con gol de su principal atacante, Rafael Ángel Macho Madrigal, de acuerdo con la investigación de los historiadores Miguel Romero y Juan Rosales. El equipo del Atlántico lanzó una protesta al Tribunal de Honor de la Liga Nacional, al reclamar anomalía en el tanto josefino por presunto empujón del ariete al portero visitante, pero fue desestimada.
La primera rivalidad surgió el 21 de agosto cuando se presentó el clásico nacional entre el Herediano y La Libertad, declarado así en una competencia que se prolongaría por décadas. En este primer duelo se resolvió a favor de los florenses por 2-0, y se volvieron a enfrentar el 30 de octubre donde empataron por 2-2. Sin embargo, la Liga Nacional anuló este último resultado y ordenó repetir el juego en Cartago, pero los libertos se negaron a asistir y lo perdieron 1-0 por abandono el 11 de diciembre.
Los recintos no tenían mallas ni graderías, los aficionados veían los partidos desde la línea donde salía el balón. El Herediano alcanzó el primer título el 6 de noviembre, con apenas 138 días desde su fundación, en una visita a la Plaza Iglesias de Cartago. Allí, con el arbitraje de Felipe Herrero, doblegó 1-0 al Cartaginés, con anotación al minuto 10 de su centro delantero, José Manuel Toquita Gutiérrez Sedó, para alcanzar el punto 19 en la penúltima fecha, cifra inalcanzable para su escolta, la Gimnástica Española.
El goleador del campeonato fue, precisamente, Toquita Gutiérrez con 10 anotaciones. En una época en la que no habían directores técnicos, Joaquín Manuel es un personaje especial, pues cumplió funciones como jugador y capitán general; un líder que cada equipo tenía, con funciones de director deportivo, entrenador y hasta jugador, encargado de hacer las alineaciones y brindar las instrucciones técnicas. Bajo un seudónimo fue cronista deportivo del Diario El Comercio y directivo de la Liga Nacional de Fútbol como su vicepresidente; además, redactó el reglamento de la competencia, junto a Ricardo Fournier (secretario de la entidad) y Joaquín Vargas Coto (vocal).
En el resto de posiciones no hubo datos relevantes al no producirse ascensos ni descensos. La Sociedad Gimnástica Limonense fue el que menos partido jugó en el certamen de apertura de la Liga Nacional, al punto de que se retiró al finalizar la primera vuelta porque no podía cubrir los gastos de traslado hasta el Valle Central, optando por anunciar que solo cumpliría sus juegos como local. La noticia motivó el lógico malestar de los demás clubes, que decidieron no presentarse a jugar en Limón. Ante ello, el organismo federativo decidió que cuando no se jugara algún partido se le quitarían los puntos al cuadro que no se presentara.

### Clasificación
| Pos. | Equipo               | Pts. | PJ | G  | E | P | GF | GC | Dif. | Notas         |
| ---- | -------------------- | ---- | -- | -- | - | - | -- | -- | ---- | ------------- |
| 1    | C. S. Herediano      | 21   | 12 | 10 | 1 | 1 | 38 | 12 | +26  | Primer título |
| 2    | Gimnástica Española  | 14   | 12 | 6  | 2 | 4 | 27 | 18 | +9   |               |
| 3    | C. S. La Unión       | 12   | 12 | 6  | 0 | 6 | 23 | 25 | −2   |               |
| 4    | C. S. Cartaginés     | 11   | 12 | 5  | 1 | 6 | 13 | 24 | −11  |               |
| 5    | C. S. La Libertad    | 10   | 12 | 4  | 2 | 6 | 14 | 13 | +1   |               |
| 6    | Gimnástica Limonense | 8    | 12 | 4  | 0 | 8 | 15 | 23 | −8   |               |
| 7    | L. D. Alajuelense    | 8    | 12 | 3  | 2 | 7 | 16 | 31 | −15  |               |

 Fuente: Rodrigo Calvo
Criterios de clasificación: Puntos · Diferencia de goles · Goles a favor
|                                     |
|                                     |
| Campeón C. S. Herediano 1.er título |

## Estadísticas

### Plantilla del campeón
La nómina completa de la temporada 1921 del Herediano que se proclamó campeón del primer torneo, fue el que tuvo la mayor cantidad de triunfos (10), más goles anotados (38) y menos tantos recibidos (12). Estuvo conformado por 20 jugadores:
1. Víctor Manuel Ruiz, portero (7 juegos)
2. Gilberto Beto Arguedas (11 juegos)
3. Otoniel Martínez (8 juegos, 1 gol)
4. Eladio Rosabal Cordero (10 juegos, 1 gol)
5. Rafael Ángel Mipo Campos (9 juegos)
6. Fabio Pacheco (7 juegos)
7. Luis Valerio (4 juegos, 6 goles)
8. Ricardo Campos (1 juego)
9. Joaquín Manuel Toquita Gutiérrez (11 juegos, 10 goles)
10. Claudio Cayito Arguedas (10 juegos, 7 goles)
11. Guillermo Zapa Pérez (8 juegos, 4 goles)
12. Guillermo Cerdas, portero (4 juegos)
13. Félix Contreras (9 juegos, 1 gol)
14. Miguel García (3 juegos, 2 goles)
15. Angelín Bernini (10 juegos, 4 goles)
16. Braulio Morales (10 juegos, 2 goles)
17. Marco Tulio García (3 juegos)
18. Manuel Antonio Cordero (1 juego)
19. Miguel Arce (1 juego)
20. Jorge Alberto Beto Hütt (1 juego)

- Capitán general: Joaquín Manuel Toquita Gutiérrez Sedó.[11]
- Goleador: Joaquín Manuel Toquita Gutiérrez, con 10 tantos.